# Guglielmo Gnoffi
Guglielmo Gnoffi (Polizzi Generosa, 1256 – Castelbuono, 16 aprile 1317) è stato un religioso italiano.
Quindicenne decise di intraprendere la vita d'eremita. Restaurò il santuario della Madonna dell'Alto e in seguito si spostò presso la contrada "Favare" (oggi denominata contrada San Guglielmo), nelle vicinanze di Castelbuono, dove edificò una chiesa dedicata a santa Maria del Parto.
Le sue reliquie sono conservate a Castelbuono, di cui è compatrono, e vengono portate in processione durante la festa patronale di sant'Anna.